# Giacomo Gotifredo Ferrari
Pour les articles homonymes, voir Ferrari.
Giacomo Gotifredo Ferrari (Rovereto, 2 avril 1763 – Londres, 2 décembre 1842) est un compositeur, professeur de chant et théoricien Italien. Il passe cinquante ans de sa carrière en Angleterre.

## Biographie

### Formation
Giacomo Gotifredo Ferrari est baptisé le 2 avril 1763, fils de marchands de soie de Rovereto. Il était destiné à reprendre l'activité familiale, mais démontrant très tôt son talent musical, il étudie le chant et le clavecin avec Marcolla et Borsaro, à Vérone (1776–1777), ainsi que la théorie et composition avec Marianus Strecher à l'Abbaye de Marienberg, où il perfectionne son allemand et apprend à jouer la flûte, le hautbois, le violon, la viole et la contrebasse (1778–1780).
En 1784, à la mort de son père, il part pour Naples, où il étudie brièvement le contrepoint avec Giovanni Paisiello, un compositeur d'opéra au sommet de son expérience de créateur, qui devient son ami et son modèle. Plus tard, sur les conseils de Thomas Attwood, il étudie la composition avec Gaetano Latilla. C'est Attwood de Vienne, qui lui envoie des copies des quatuors « Haydn » de Mozart (écrits en 1782 et 1785). Son premier opéra, Le pescatrici est composé à Naples (1786), mais n'est jamais représenté.
Il se forge une expérience au théâtre, en tant qu'enseignant, directeur de la musique, au clavecin, puis devient professeur de chant et d'accompagnement des chanteurs dans les milieux aristocratiques. Il fait la connaissance du Chevalier Campan, maître de musique de Marie Antoinette et en juillet 1787, il s'installe à Paris.

### Paris
Il est immédiatement placé dans l'environnement de la noblesse et protégé de Marie Antoinette, qui le fait maître de musique (maestro al cembalo) au Tuileries (Théâtre de Monsieur),,. Il écrit de la musique additionnelle pour La villanella rapita de Bianchi et pour Fra i due litiganti de Sarti en 1789. 
En 1791, il compose deux opéras : Les Événements imprévus sur un livret déjà utilisé par Grétry et Isabelle de Salisburi en collaboration avec Bernardo Mengozzi. Il publie à Paris également des sonates pour piano et un recueil de chants.

### Londres
Après la Révolution, il choisit Londres, pour y exercer pendant les cinquante années suivantes jusqu'à sa mort. Il arrive en avril 1792 et y rencontre Haydn et Clementi.

« Sachant que Haydn était à Londres et logeait près de chez moi, je m'empressai de lui rendre visite. En entrant, je lui adressai la parole dans mon patois tyrolien, ce qui eut le don de l'amuser beaucoup. Il me rendit qu'il savait l'italien et me répondit dans cette langue, qu'effectivement il parlait assez couramment… Je lui demandai ce qu'il pensait de Pleyel, Kozeluch et Mozart. Les deux premiers, dit-il, sont des compositeurs élégants, mais quant à l'autre… ah (dit-il avec une grande émotion), Mozart est vraiment un auteur éminent. Je le priai ensuite de me faire entendre une de ses dernières œuvres, et il eut l'obligeance de me gratifier de sa sonate en la bémol, qui me fit un plaisir extrême. »

— Giacomo Gotifredo Ferrari, Mémoires (1830).
Il exerce en tant que professeur de chant. Parmi ses élèves figure la Princesse de Galles. En 1799, il visite Vienne à la recherche de partitions de Mozart, puis Paris de nouveau en 1803. Le 28 octobre 1804, il épouse la pianiste Victoire Henry (Paris, 1785 – après 1823). De 1809 à 1812, il souffre de la vue et est presque totalement aveugle. Son rétablissement en 1815 lui permet d'entreprendre un long voyage en Italie, avec le facteur de piano Thomas Broadwood. Dans les années 1820, il est professeur à Édimbourg. Son fils, Adolfo Angelico Gotifredo Ferrari (1807–1870) est chanteur et disciple de Domenico Crivelli, enseigne le chant à la Royal Academy, épouse une chanteuse, Johanna Thomson, dont la fille Sophia, est également chanteuse.

## Autobiographie
Des Anecdotes intéressantes et agréables qui ont eu lieu dans la vie de Giacomo Gotifredo Ferrari da Rovereto (Aneddoti piacevoli e interessanti : le avventure di un musicista italiano tra Rivoluzione francese e Restaurazione, 1763-1830) : est le titre d'une intéressante autobiographie en deux volumes, publiée à Londres en 1830 et dédiée au roi George IV. Il nous permet d'en savoir plus sur ce personnage dans la vie musicale au tournant des XVIIIe – XIXe siècles. Il apparaît comme un musicien observateur, vif d'esprit et curieux de la réalité qui l'entourait. L'homme Ferrari nous apparaît, d'après son autobiographie, comme extraverti et serein, amoureux de l'aventure, mais équilibré et modéré, avide d'apprendre, de vivre de nouvelles expériences et de voyages.
Ferrari donne dans son autobiographie nombre de témoignages directs sur les personnages rencontrés : Joseph Haydn, Muzio Clementi, Luigi Cherubini, qui suscitent son admiration et le respect, tout comme les pages de la profonde vénération qu'il dédie à Wolfgang Amadeus Mozart, qu'il définit comme le compositeur le plus éminent qui fut. Il est l'un des premiers à le faire connaître à Naples et en Italie.

## Œuvre

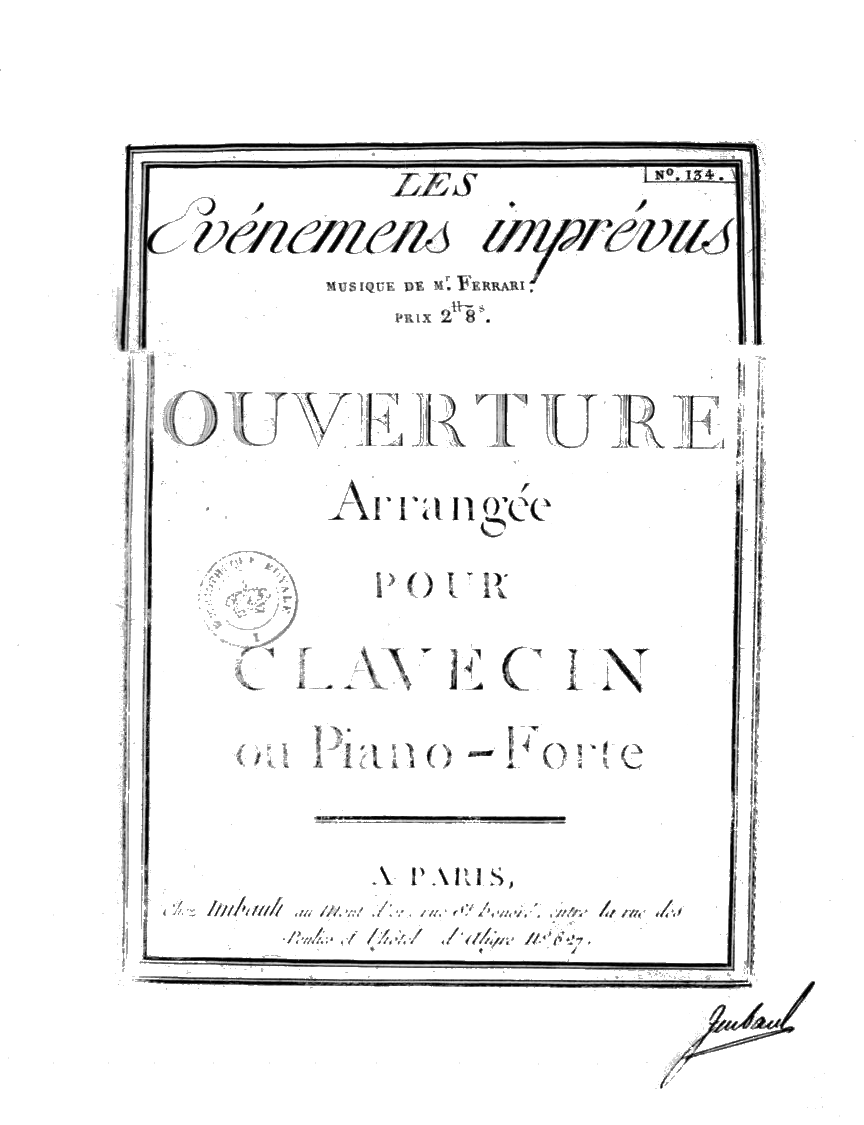
Page de titre de la partition d'un arrangement pour clavecin de l'ouverture des Événements imprévus (Paris, Imbault 1791).

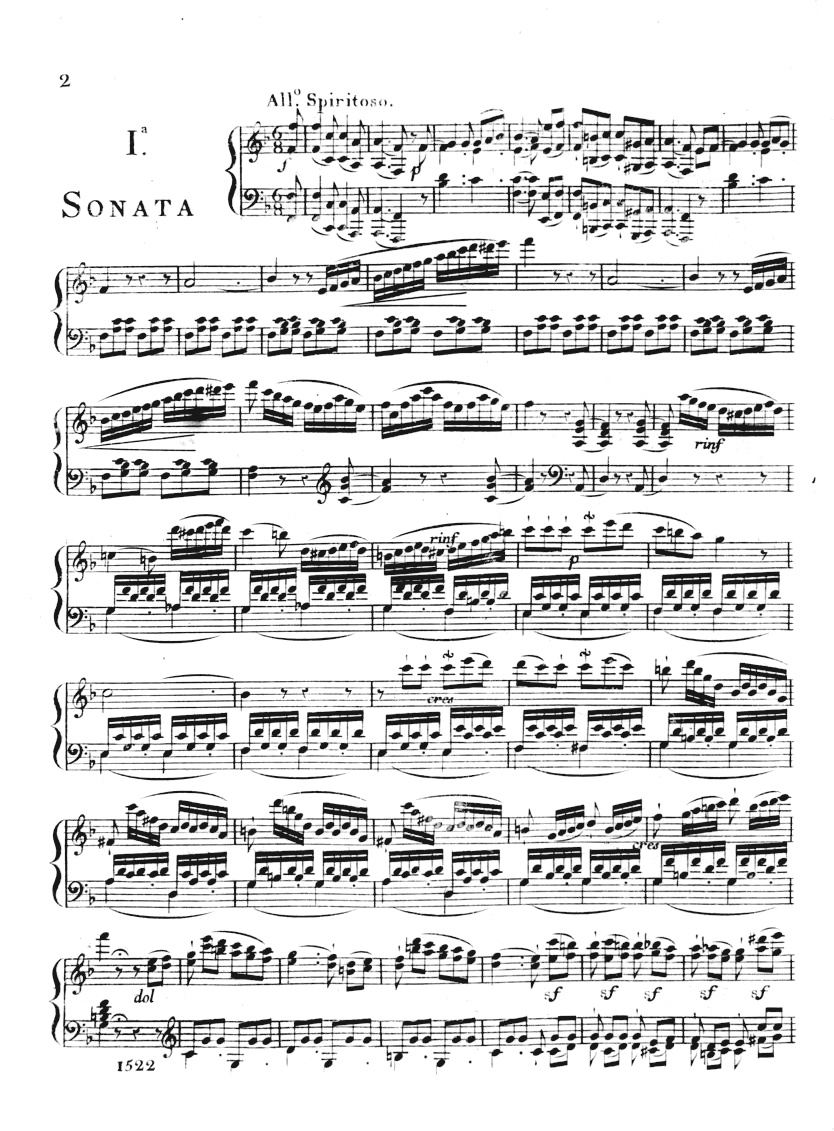
La première des trois sonates pour clavecin, opus 25 (Paris, Sieber 1800).

Giacomo Gotifredo Ferrari a consacré une grande partie de son œuvre à la musique vocale : il a été professeur de chant et auteur de traités, compositeur d'Opera seria et Opera buffa et a également écrit nombre d'arias et duos vocaux. La seule œuvre dramatique dont la partition soit préservée en intégralité est Li Due Svizzeri, représentée à Londres en 1799. Sa production de musique instrumentale est aussi remarquable et est composée de deux concertos pour piano, Sonates pour piano et violon, des pièces pour harpe, des compositions de musique de chambre plus large, tels ses quatre septuors, etc.

### Opéras
- Les Événements imprévus. Création à Paris en 1791.
- I due Svizzeri, opera buffa en un acte. Création au King's Theatre, Londres, le 14 mai 1799.
- II Rinaldo d'Asti, opera buffa en deux actes. Création au King's Theatre, Londres, le 16 mars 1802.
- L'eroina di Raab, opera seria en deux actes. Création au King's Theatre, Londres, 8 avril 1813.
- Lo sbaglio fortunato, opera buffa en un acte. Création au King's Theatre, Londres, le 8 mai 1817.

### Ballets
- Borea e Zeffiro, ballet. Création au King's Theatre, Londres, 1805.
- La dama di spirito a Napoli. Création au  King's Theatre, Londres 1809.

### Piano et chambre
- Trois sonates pour le clavecin ou pianoforte avec accompagnement de violon, op. 1 (Paris, 1788, chez l'auteur) (BNF 42985491)
- Caprice en ut mineur pour piano, opus 8 (Vienne)
- Sonates pour piano, opus 9 (pour Clementi), 10 (pour Metternich) et 12 (pour Cobelli).
- Caprice et fantaisie pour clavecin ou forte piano, op. 24 (Paris, Melles. Érard) (BNF 42985480)
- Trois sonates pour clavecin ou forte piano avec violon obligé et violoncelle, op. 25 (Paris, Sieber) (BNF 42985480)
- Quatre sonates progressives pour la forte piano avec accompagnement de violon ad- libitium, op. 27 (Paris, Melles. Érard) (BNF 42985497)
- 3 Sonatines pour le piano-forte, op. 30 (Paris, Melles. Érard) (BNF 42985502)
- 3 Sonates pour le piano-forte, op. 31 (Paris, Melles. Érard) (BNF 42985498)
- Caprice et fantaisie pour clavecin ou forte piano, op. 33  (Paris, Melles. Érard) (BNF 42985499)

### Écrits
- Breve tratto di canto italiano, traité publié également en anglais : Concise Treatise on Italian Singing (1818)
- Studio di musica teorica pratica (1830)
- Anedotti piacevoli e interessanti occorsi nella vita Giacomo Gotifredo Ferrari, da Rovereto (1830) [lire en ligne] (Palerme, Remo Sandron Editore, 1920, 396 p. ).

## Discographie
- Sonate (Trio), en sol majeur, op. 25 no 3, pour piano, violon et violoncelle (1799) - Nicola Sfredda, piano ; Margit Spirk, violon ; Marta Prodi, violoncelle (1987, PM Classic)
- Sonates et Balletti - Stefania Neonato, piano-forte Paul McNulty 2008, d'après Walter & Sohn c. 1805 (1-3 novembre 2013, Brilliant Classics)